# وحید مجید
وحید مجید سرتیپ فرماندهی انتظامی جمهوری اسلامی ایران است، که هم‌اکنون به‌عنوان رئیس پلیس فضای تولید و تبادل اطلاعات فراجا فعالیت می‌کند. وی از ۱۳۸۵ تا ۱۳۸۷ جانشین فرمانده انتظامی کیش بود، در فاصله سال‌های ۱۳۹۴ تا ۱۳۹۷ به‌عنوان جانشین رئیس پلیس فتا فعالیت می‌کرد و از اسفندماه ۱۳۹۷ رئیس پلیس فتا است.

## مسئولیت
رئیس پلیس فضای تولید و تبادل اطلاعات فراجا.

## تحریم
دولت بریتانیا در ۲۳ آبان ۱۴۰۱ وحید مجید به همراه چند مقام جمهوری اسلامی را به دلیل «سرکوب خشونت‌بار اعتراض‌های بعد از مرگ مهسا امینی» تحریم کرد. طبق این تحریم، اجازه سفر به بریتانیا داده نخواهد شد و هرگونه سرمایه آنان در بریتانیا مسدود می‌شود.
 دولت نیوزیلند در ۲۱ آذر ۱۴۰۱ وحید مجید به همراه چند مقام جمهوری اسلامی را به دلیل مشارت در «سرکوب اعترضات» تحریم کرد. طبق این تحریم، اجازه ورود یا توقف موقت در نیوزلند داده نخواهد شد.
 روز چهارشنبه ۱۳ سپتامبر ۲۰۲۳ وزارت خارجه استرالیا برای وحید مجید را به همراه ۳ تن از مسئولان و ۳ نهاد جمهوری اسلامی، به اتهام اظهارات ارعاب‌آمیز و تهدیدآمیز علیه زنان و دختران ایرانی به جرم نقض قوانین حجاب اجباری در ایران، تحریم‌های مالی و ممنوعیت سفر اعمال کرد.